# Mechta-Afalou

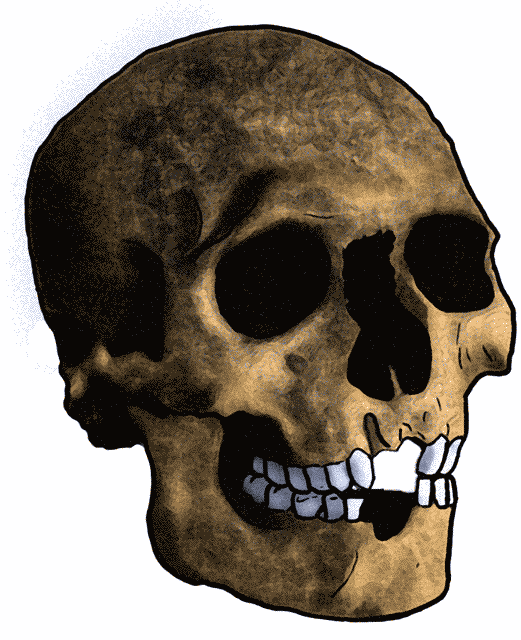
schedel gevonden bij Constantine, Algerije

Mechta-Afalou was een bevolking van vroege moderne mensen die gedurende het Epipaleolithicum Noord-Afrika bewoonde. Deze is vernoemd naar de vindplaatsen Mechta el-Arbi en Afalou Bou-R’mel in Algerije, waar een groot aantal skeletdelen zijn gevonden. Een andere belangrijke vindplaats is de grot van Taforalt in Marokko. Ze waren robuust gebouwd, met een breed gezicht en prominente neus en wenkbrauwen en zijn vergeleken met de cro-magnonmensen in Europa.
Hun skeletresten zijn geassocieerd met de cultuur van het Ibéromaurusien. Gedurende het eropvolgende subneolithische Capsien werden de Mechta-Afalou geassimileerd door een nieuwe, meer graciele bevolkingsgroep uit het Midden-Oosten.
In 2013 werden menselijke resten van Taforalt en Afalou onderzocht op erfelijk materiaal. Het Mitochondriaal DNA van alle individuen behoorde tot afstammingslijnen verwant aan de oudste bevolkingen van Zuidwest-Azië en Europa. De Taforalt-mensen behoorden tot de mtDNA haplogroepen U6, H, JT en V, hetgeen wijst op een migratie vanuit het Midden-Oosten omstreeks 35.000 BP en een bevolkingscontinuïteit in de regio teruggaand tot het Ibéromaurusien.
Nakomelingen van de Mechta-Afalou zijn ook terug te vinden bij de Kiffian-cultuur in de Sahara.